# Stari Banovci
Stari Banovci (ćir.: Стари Бановци) je naselje u općini Stara Pazova u Srijemskom okrugu u Vojvodini.

## Stanovništvo
U naselju Stari Banovci prema popisu stanovništva iz 2002. godine živi 5.488 stanovnika, od toga 4.385 punoljetna stanovnika, prosječna starost stanovništva iznosi 38,3 godina (37,5 kod muškaraca i 39,1 kod žena). U naselju ima 1.692 domaćinstava, a prosječan broj članova po domaćinstvu je 3,24.
Prema popisu iz 1991. godine u naselju je živjelo 4.033 stanovnika.
| Etnički sastav 2002. |            |        |
| Narod                | Stanovnika | %      |
| Srbi                 | 5.034      | 91,72% |
| Romi                 | 144        | 2,62%  |
| Hrvati               | 27         | 0,49%  |
| Jugoslaveni          | 25         | 0,45%  |
| Crnogorci            | 14         | 0,25%  |
| Makedonci            | 9          | 0,16%  |
| Nijemci              | 7          | 0,12%  |
| Slovaci              | 6          | 0,10%  |
| Ukrajinci            | 6          | 0,10%  |
| Mađari               | 6          | 0,10%  |
| ostali               | 7          | 0,11%  |
| nepoznato            | 93         | 1,69%  |

| broj stanovnika | 2029  | 2074  | 2374  | 2829  | 3393  | 4033  | 5488  |
|                 | 1948. | 1953. | 1961. | 1971. | 1981. | 1991. | 2001. |

## Vanjske poveznice
- Karte, udaljenosti, vremenska prognoza
- Satelitska snimka naselja  Arhivirana inačica izvorne stranice od 21. ožujka 2021. (Wayback Machine)